# Исхрана паса
Исхрана паса у савременој кинологији базира се на научном истраживању живота и нутритивних потреба паса.
Препоручена храна за псе је храна посебно формулисана и намењена за конзумирање паса. Пси се сматрају сваштоједима а првенствено месоједима. Имају оштре, шиљате зубе и краће гастроинтестиналне путеве месождера, који су погоднији за конзумирање меса него биљних супстанци, а имају и 10 гена који су одговорни за варење скроба и глукозе, као и способност производње амилазе, ензима који утиче на разградњу угљених хидрата на једноставне шећере - нешто што месождерима недостаје. Студије сугеришу да способност паса да лако варе угљене хидрате може бити кључна разлика између паса и вукова.

## Исхрана штенади
Мајчино млеко има изузетан значају исхрани штенади. Осим што на овај начин добијају имунитет против болести, кујино млеко има све материје које су неопходне за раст и развој штенади. Са напуњених четрдесет дана живота, штенци се обично одбијају од сисе и почињу да једу чврсту храну.
Кад се прехрањују не сме се претеривати са количином хране. Може се користити готова куповна варијанта прехране за штенце или се може направити од набројаних намирница у односу:
- 15 гр. млека у праху,
- 400 мил.воде,
- 2 кашике јогурта,
- жуманце,
- 2 кашике мајонеза,
- 2 кашике брашна,
- мало густина

Штенад удвостручују своју тежину сваких 3-5 дана. Пси који расту морају добијати много већу количину протеинских, минералних, витаминских и енергетских материја, у односу на одрасле псе и то лако сварљивих протеина. Такође већини штенаца за правилан раст а нарочито за развитак скелета и зубала потребни су калцијум и фосфор.
Велике количине додатних протеина не доприносе развоју доброг телесног стања и мишићне масе код младих паса. Уместо тога, протеине које пас унесе у организам преко својих потреба метаболизоваће или ускладиштити као сало.
Број дневних оброка паса у односу на узраст: препоручује се да то буде до 3. месеца 4-5 пута дневно, од 3. до 7. месеца 3, а касније 2 пута дневно до завршетка раста, што је код паса великих раса до 18 месеци.

## Исхрана одраслих паса
Исхрана за одржавање одраслих паса је задовољавања основних потреба током којих животиња није изложена додатним физиолошким напорима раста, скотности или лактације и није оптерећена напорним радом или повећаном физичком активности или екстремним спољашњим температурама. Исхрана за одржавање намењена је следећим псима:
- одраслим са нормалном активношћу;
- псима у кућици приликом одмарања;
- спортским и ловачким псима приликом одмарања;
- кујама које нису у периоду репродукције

Већина одраслих паса на одржавању могу задовољити своје потребе у једном оброку па је прихватљиво усвојити режим исхране једном дневно. Чешће храњење није штетно ако је укупан дневни унос хране ограничен на дневне потребе пса. Важно је обратити пажњу да пас не уноси непотребне вишкове како не би дошло до дебљања.
Код одраслих паса највеће су потребе у енергетским материјама, протеинима, витаминима и на крају минералима. Енергетска храна (масти, поврће и житарице) треба да чини до 80% од укупне количине хране, а 15-20% протеини добијени из меса, соје итд.
За разлику од нормално активних паса, изузетно акативни пси у које спадају ловачки пси, чувари, пси трагачи, пси за трке, приплодни пси итд., имају знатно веће потребе за енергијом па је и храна за њих другачије избалансирана. На пример протеински удео у храни мора бити 5-10% процената већи. На тржишту данас постоје различите врсте готове хране којом се могу задовољити потребе паса у различитим условима и физичким стањима.
Храна спремана у домаћим условима (кувана храна за пса) требало би да садржи следеће врсте намирница:
- 1/3 меса;
- 1/3 пиринча;
- 1/3 поврћа;
- додати непржено биљно уље и минерално-витаминску допуну у праху.[4]

## Исхрана старијих паса
Животни век паса просечно износи око 13 година, али за мале и патуљасте псе он је знатно дужи, док је доста краћи за велике псе. Потребе за енергијом се смањују са годинама, a повећава се потреба за витаминима и минералима. Циљ исхране старијих, здравих паса је да успоримо или спречимо напредовање метаболичких процеса повезаних са старењем и на тај начин им продужимо животни век и очувамо квалитет живота. Доказано је да свака грешка у исхрани, без обзира на старост животиње, може убрзати процес старења.
У позним годинама пси могу бити различитог физичког статуса.
Неухрањени 
су пси код којих се назиру ребра, и имају усукан стомак.
Мршави пси имају ребра без масних наслага а стомаци су им ужи.До оваквог физичког стања код пса може доћи зато што:
- осећај укуса и мириса се полако губи, храна им више није тако привлачна;
- проблеми са зубима и деснима, што отежава жвакање, нарочито суве хране;
- различити здравствени проблеми нарочито дијабетес и артритичне промене костију и зглобова које су честе код старих паса.

Код неухрањених и мршавих паса, осим обавезне ветеринарске контроле, требало би псу понудити калоријски богату храну с високим процентом протеина и пробати све варијанте додатака и промене хране које ће стимулисати апетит. 
Идеално ухрањени су пси код којих се ребра пипају испод танке наслаге масти, минимална количина масног ткива
Код њих нема потребе мењати 
Гојазни пси пси су они код којих се ребра тешко пипају, стомак им је проширен ,огромна количина масти у абдомену. Количина хране за њих се не смањује већ се узима храна са мањом енергетском вредношћу.

## Храна за псе
Храна се може набављати већ спремељена у сувој или влажној форми или самостало кувати при чему треба користити постојећу нутритивну таблицу. Храна се прилагођава према узрасту и годинама старости пса.
Храна има циљ да обезбеди потребну дневну количнину енергије за одређеног пса. Добро избалансирана храна мора да садржи:
- Угљене хидрате главни извор енергије
- Масти које представљају концентровани део енергије
- Протеине који чине градивне елемент
- Витамине, минералне материје есецијалне масти и амино киселине су материје које се уносе у малим количинама
- Витамин А за здраву кожу. Има га у рибљем уљу, жуманцету јајета, јетри.
- Витамин Д задужен за одржавање калцијума фосфора за здраве зубе и за длаку.
- Витамин Е антиоксиданс и кардиоваскуларних и неуролошких ств.
- Витамин К коагкулација крви.
- Витамини Б граде ензиме (квасац)
- Витамин Ц за функцију ензима
- Калцијум и фосфор за раст скелета однос 1,2-1,4:1
- Магнезијум уређује однос Ca, P и Na.
- Селен одржава правилну функцију ткива.
- Цинк за здраву кожу и вид.
- Јод састојак штитне жљезде.[7]

### Подела хране
Сува храна за псе представља све популарнији начин исхране паса. Налази се у облику гранула које садрже све што је потребно за организам пса. Уколико се одлучите да пса храните сувом храном пажљиво прочитајте дозирање и препоруку произвођача. Такође, посаветујте се са ветеринаром коју врсту хране вам препоручује.
Полувлажна храна за псе која садржи од 20-30% воде и све што је потребно вашем псу. Иако је често привлачнија, због свог изгледа и укуса, од гранула, будите свесни да онa не сузбија зубни каменац, као што је то случај са сувом храном. Полувлажна и влажна храна за псе не сме стајати дуже од сат времена на собној температури у псећој посуди за храну, јер се лако квари. Навикните пса да једе у исто време у току дана. Када заврши са оброком добро исперите посуду за храну, како би била спремна за следеће сервирање.
Влажна хранаје углавном храна направљена, скувана, у домаћим условима. Састоји се углавном од житарица поврћа и меса. Веома је кварљива и не треба дуго да стоји. Најбоље је ако постоји могућност да се оваква храна припрема свакодневно.
Посластице такође спадају у храну. Пас треба да једе искључиво посластице које су направљене за куце. Посластице намењене људима штетне су за пса и непожељне су у псећој исхрани, јер могу утицати на појаву дијабетеса и увећање јетре и панкреаса пса.
Важно је прилагодити количину посластица коју дајете псу у односу на количину хране, јер су и оне извор енергије.
Додаци исхрани исхрана „остацима са стола”, нередовно кретање, и неки медицински разлози могу изазвати код пса потребу за додатним количинама минерала, витамина, протеина, угљених хидрата или масти уз редовне оброке.
Минерали су важни у грађи  костију и зуба паса, за равнотежу телесних течности и виталних метаболичких процеса. Минерали морају бити пажљиво избалансирани јер вишак једног минерала може довести до недостатка другог. Три најважнија минерала су гвожђе, калцијум и фосфор.
Витамини су као и минерали неопходни за опште здравље Вашег пса. Вишак или мањак одређеног витамина може довести до здравствених проблема. Витамини растворљиви у мастима (витамини А, Д, Е и К) складиште се у масним ткивима, док се они растворљиви у води (витамини групе Б и витамин Ц) излучују путем урина.
Протеини су основни нутритиви, градивни састојци, одговорни за ослобађање енергије, формирање мускулатуре, коже, крзна, антитела, ензима, хемоглобина и хормона. Најбољи извори протеина укључују говедину, пилетину и дивљач.
Угљени хидрати се деле на просте шећере (као што су шећери који брзо ослобађају енергију) и сложене угљене хидрате (као што су скроб и влакна, која спорије ослобађају енергију). Извори угљених хидрата су житарице, пиринач и поврће које садржи скроб.
Масти су одличан извор енергије, производе два пута више енергије од протеина и угљених хидрата, а и побољшавају укус хране.

### Храна за лечење разних обољења
Данас постоји готова избалансирана храна за псе са посебним потребама. Овакву храну дајемо псу по препоруци ветеринара. Понекад је ова храна привремено решење за неку компликацију која се јавила код пса а често пас мора трајно да се храни оваквом храном. Храна за посебне потребе пса може бити:
- са више лакосварљивих материја
- са додатним хранљим вредностима
- са додацима за оболеле зубе
- храна богата витаминима за црева
- храна богата енергијом
- храна богата мастима успорава тумор
- полусварена храна за терапију алергије
- храна са смањеним калоријама код грознице
- са смањеним фосфором код болести бубрега
- са сманеним натријумом болести срца
- са смањеним минералима и протеинима за смањење песка у бешици

Веома је важно хранити пса према препорученим количинама означеним на паковању. Прелазак на овакву храну мора бити постепен, најбоље је да траје 7 дана. За то време треба повећавати удео хране за псе с посебним потребама а смањивати количину хране којом се пас до тада хранио. Од седмог дана пас ће јести само храну за псе са посебним потребама.
Ваш пас мора увек имати доступну свежу воду. Пси губе течност константно током дисања и мокрење. Недостатак може бити опасан за здравље вашег пса.
Будите опрезни с посластицама. Пас са посебним потребама обично се слабије креће, а прекомерна употреба слаткиша довешће до гојазности код пса, што ће додатно закомпликовати његово здравствено стање.